# Scott City (Kansas)
Scott City – miasto w Stanach Zjednoczonych, w stanie Kansas, siedziba administracyjna hrabstwa Scott.